# Eriachne flaccida
Eriachne flaccida là một loài thực vật có hoa trong họ Hòa thảo. Loài này được Hartley mô tả khoa học đầu tiên năm 1942.